# ستيفن روبنسون
ستيفن روبنسون (بالإنجليزية: Steve Robinson)‏ (10 ديسمبر 1974 بليسبورن في المملكة المتحدة - ) هو مدرب كرة قدم ولاعب كرة قدم بريطاني في مركز الوسط. شارك مع منتخب أيرلندا الشمالية تحت 21 سنة لكرة القدم ومنتخب إيرلندا الشمالية لكرة القدم من الدرجة الثانية ‏ ومنتخب أيرلندا الشمالية لكرة القدم. أما مع النوادي، فقد لعب مع بريستون نورث إيند وتوتنهام هوتسبير ونادي بريستول سيتي ونادي بورنموث ونادي لوتون تاون ونادي ليتون أورينت.

## مسيرته الكروية
لعب ستيفن روبنسون خلال مسيرته الاحترافية مع 5 أندية في ستة عشر موسمًا وسجل خلالها 62 هدفًا ضمن 457 مباراة. ولم يفز بأي موسم بالكأس أو بالدوري.
خاض ستيفن روبنسون مسيرته مع نادي توتنهام هوتسبير في موسم 1993–94 لمدة موسم واحد، مشاركًا في مباراتين ولم يسجل أي هدف. ثم انتقل إلى نادي بورنموث في موسم 1994–95 ليلعب معه ستة مواسم، حيث شارك في 240 مباراة سجل خلالها 51 هدفًا. لينتقل بعدها إلى نادي بريستون نورث إيند في موسم 2000–01 ولمدة موسمين، مشاركًا في 24 مباراة سجل خلالها هدفًا واحدًا. ثم انتقل إلى نادي بريستول سيتي في موسم 2001–02 لمدة موسم واحد، مشاركًا في 6 مباريات سجل خلالها هدفًا واحدًا أيضًا. هذا وانتقل لاحقًا إلى نادي لوتون تاون في موسم 2002–03 ليلعب معه ستة مواسم، مشاركًا في 185 مباراة سجل خلالها 9 أهداف.

## وصلات خارجية
- ستيفن روبنسون على موقع قاعدة بيانات كرة القدم.إي يو (الإنجليزية)
- ستيفن روبنسون على موقع ناشيونال فوتبول تيمز (الإنجليزية)
- ستيفن روبنسون على موقع Soccerbase.com (لاعب) (الإنجليزية)
- ستيفن روبنسون على موقع Soccerbase.com (مدرب) (الإنجليزية)
- ستيفن روبنسون على موقع Soccerway.com (الإنجليزية)
- ستيفن روبنسون على موقع عالم كرة القدم.نت (الإنجليزية)